# Robert Young (athlétisme)
Pour les articles homonymes, voir Robert Young et Young.
Robert « Bob » Young (né le 15 janvier 1916 à Bakersfield - mort le 3 février 2011 à Bakersfield) est un athlète américain spécialiste du 400 mètres. 
Cinquième des sélections olympiques américaines de 1936, Bob Young fait partie du relais 4 × 400 mètres lors des Jeux olympiques d'été de 1936. Placé en deuxième position, il remporte la médaille d'argent aux côtés de ses compatriotes Harold Cagle, Edward O’Brien et Alfred Fitch (3 min 11 s 0), s'inclinant finalement de deux secondes face au relais du Royaume-Uni. 
Membre des UCLA Bruins, ses records personnels sont de 47 s 1 sur 400 m (1936) et 47 s 7 sur 440 yards (1937).

## Palmarès
| Date | Compétition     | Lieu   | Résultat | Discipline |
| ---- | --------------- | ------ | -------- | ---------- |
| 1936 | Jeux olympiques | Berlin | 2e       | 4 × 400 m  |